# Mina for You
Mina for You је студијски албум италијанске певачице Мине, објављен 1969. године за издавачке куће PDU.

## Списак пјесама
1. I Won't Cry Anymore – 3:02
2. No Arms Can Ever Hold You – 2:38
3. I Should Care – 3:15
4. Lazy River – 2:47
5. You're Mine You – 3:18
6. Can't Help the Way I Am (Un Colpo Al Cuore) – 3:19
7. I Want to Be Loved – 2:30
8. And My Heart Cried – 3:10
9. That Old Feelin' – 3:10
10. The Man That Got Away – 2:43
11. Johnny Guitar – 2:40
12. I'll Never Be Free – 3:38

## Позиције на листама
| Листа (1969)              | Највиша позиција |
| ------------------------- | ---------------- |
| Италија (Musica e dischi) | 4                |